# (200028) 2007 PW28
(200028) 2007 PW28 es un asteroide que forma parte de los asteroides troyanos de Júpiter, descubierto el 12 de agosto de 2007 por el equipo del Lincoln Near-Earth Asteroid Research desde el Laboratorio Lincoln, Socorro, Nuevo México.

## Designación y nombre
Designado provisionalmente como 2007 PW28.

## Características orbitales
2007 PW28 está situado a una distancia media del Sol de 5,214 ua, pudiendo alejarse hasta 5,692 ua y acercarse hasta 4,735 ua. Su excentricidad es 0,091 y la inclinación orbital 9,789 grados. Emplea 4348,89 días en completar una órbita alrededor del Sol.

## Características físicas
La magnitud absoluta de 2007 PW28 es 12,5. Tiene 17,308 km de diámetro y su albedo se estima en 0,071.